# Kolašinska afera
Kolašinska afera iz 1909., u crnogorskoj historiografiji poznata i kao Vasojevićka afera, pokušaj je oružne pobune protiv ustavnoga poretka Kneževine Crne Gore (Kraljevina Crna Gora) i njenoga monarha uz potporu vojno-obavještajnih organa Kraljevine Srbije koja se završila uhićenjima, te sudskim procesom u kojem su neki od urotnika osuđeni na smrt a neki na dugogodišnje robije.

## Pripreme pobune
Kolovoza 1908. u Podgorici je oformljena tajna organizacija koju su sačinjavali protivnici Kneza Nikole I. Petrovića, povezani s oporbenim frakcijama u Crnogorskoj narodnoj skupštini i djelom crnogorske političke emigracije u Beogradu. Ova je organizacija imala Privremeni statut narodnog ustrojstva u borbi za građanske slobode i jednakopravnost kojim se zagovaralo razvlašćivanje Kneza Nikole ali ne mirnim, parlamentarnim putem, no nasilnim aktom svrgavanja - ubojstvom. 
Do naredne godine, u ljeto 1909. organizacija je imala kapilarne podružnice u plemenima Vasojevići, Kuči i Bratonožići, te navodno oko 1.000 članova-urotnika. Srpnja 1909. održano je novo konspirativno vijećanje u jednoj podgoričkoj kavani tijekom kojeg je odlučeno da oružni ustanak izbije u ljeto 1910. godine a da će se dotle obaviti sustavne pripreme.

## Otkrivanje
No, kao i u Bombaškoj aferi (1908.), Crnogorska policija je zarana otkrila djelovanje urotnika i budno motrila što će preduzeti. U kolovozu 1909. u selu Slatina (Andrijevica) najprije je uhićeno 7 urotnika a jedan je uspio preko rijeke Lim pobjeći za Tursku.
Ostali su se urotnici uspaničili. Među njima i Petar Đinović (1880. – 1909.), poručnik Crnogorske vojske koji je prethodno bio četnik u grupi srpskog vojvode Vojislava Tankosića (jedan od šefova srpske Crne ruke koja je 1914. organizirala i Sarajevski atentat). Đinović se s grupom suradnika uputio da preuzme veliko skladište Crnogorske vojske u Barama Kraljskim, no, straža ih je razoružala, pretukla i uhitlila. Narednih dana uhićeno je još oko 160 urotnika koji su većinom izvedeni pred sud.

## Suđenje
Od rujna do studenog 1909. održano je suđenje pred Velikim vojnim sudom koji se za tu priliku dislocirao u Kolašin (otuda i naziv Kolašinska afera). 
Krivnja je bila dokazana ili je najvećim dijelom bila pokajnički priznata od počinitelja urote. No, Veliki vojni sud to nije uzimao kao olakotne okolnosti: 11 urotnika je osuđeno na smrt, 9 na vječitu robiju a desetine drugih su osuđeni na lakše vremenske robije. 
U prosincu 1909. presuda na smrt stijeljanjem je izvršena nad Mihailom Jojićem, Petrom Đinovićem, Radisavom Račićem, Ilijom Petrovićem i Petrom Mitrovićem. Šestorica drugih osuđenika na smrt u odsustvu uspjela je pobjeći i skloniti se u Srbiji. Dokazana je i urotnička uloga dijela crnogorske političke emigracije u Beogradu koja je imala potporu tamošnjih vlasti.

## Zanimljivost
Među urotnicima, i to onima koji su u Kolašinskoj aferi osuđeni u odsustvu na smrt strijeljanjem, nalazio se i Puniša Račić (Slatina, Andrijevica 1886.- Beograd 1944.), koji je kao zastupnik pucao i smrtno ranio hrvatskoga političara Stjepana Radića, kao i Pavla Radića i Đuru Basaričeka, te ranio još dvojicu hrvatskih zastupnika u parlamentu Kraljevine SHS 20. lipnja 1928. godine.

## Vanjske poveznice
- Uloga emigracije u uništenju crnogorske države